# اچ‌ام‌اس کلیو (۱۸۵۸)
اچ‌ام‌اس کلیو (۱۸۵۸) (به انگلیسی: HMS Clio (1858)) یک کشتی بود که طول آن ۲۲۵ فوت ۳ اینچ (۶۸٫۶۶ متر) بود. این کشتی در سال ۱۸۵۸ ساخته شد.